# Philoros neglecta
Philoros neglecta là một loài bướm đêm thuộc phân họ Arctiinae, họ Erebidae.